# Oktoberrevolutionen i Jugoslavien 2000
Oktoberrevolutionen i Jugoslavien 2000 (serbiska: oktobar-revolucija) var en serie händelser i Jugoslavien, som följde presidentvalet och kulminerade med att Slobodan Miloševićs regim föll den 5 oktober 2000. Revolutionen kom populärt även att kallas för Bulldozerrevolutionen (serbiska: Bager revolucija), då Ljubisav Đokić körde med sin hjullastare mot RTS-byggnaden.

## Bakgrund
Fallet för Slobodan Milošević regim sågs som en spontan revolution. En ett års lång kamp hade pågått, där tusentals serber försökte göra sig av med hans regim, vända säkerhetsstyrkorna mot honom, och tvinga honom att utlösa val. Det folkliga stödet för Slobodan Milošević hade minskat efter Natos flygbombningar av Jugoslavien 1999.

## Protester
Protesterna började bland gruvarbetarna i Kolubara, där den mesta av Serbiens elektricitet produceras. Protesterna kulminerade den 5 oktober 2000. Hundratusentals demonstranter från olika delar av Serbien kom till Belgrad för att protestera. Till skillnad från tidigare demonstrationer, genomfördes inga större polisinsatser mot demonstrationerna. Under demonstrationerna sattes delar av parlamentsbyggnaden i brand.

## Följder
I december år 2000 godkändes en DOS-vinst vid parlamentsvalet, och de fick två tredjedelar av majoriteten. Den 30 mars 2001 arresterades Milošević av serbisk polis, och fördes till Haag där han åtalades av Haagtribunalen. Han dog i sin cell den 11 mars 2006, några månader före domen.

## Bilder

Inofficiell serbisk flagga, som användes av demonstranterna

### Fotnoter
1. ↑   ”Arkiverade kopian”. Arkiverad från originalet den 24 april 2006. https://web.archive.org/web/20060424081345/http://www.aforcemorepowerful.org/films/bdd/story/index.php. Läst 14 mars 2006.; "Bringing Down A Dictator", Steve York, PBS,April, 2003
2. ↑  Mikael Bergstrand (12 mars 2006). ”Politiskt dog Milošević redan 2000” (på svenska). Sydsvenskan. http://www.sydsvenskan.se/2006-03-12/analys-politiskt-dog-milosevic-redan-2000. Läst 27 december 2016.
3. ↑  Hans-Henrik Rönnow (30 mars 2006). ”Slobodan Milošević gripen” (på svenska). Dagens nyheter. http://www.dn.se/arkiv/utland/slobodan-milosevic-gripen/. Läst 27 december 2016.